# Сборная Островов Кука по футболу
Сборная Островов Кука по футболу (англ. Cook Islands national football team) — представляет Острова Кука на международных соревнованиях по футболу. Команда выступает под эгидой Футбольной ассоциации Островов Кука. В рейтинге ФИФА сборная не представлена, в связи с чем её позиция отсутствует.

## История
Ассоциация футбола Островов Кука («Кук Айленд Футбол Ассошиэйшн») основана в 1971 году. Член ФИФА — с 1994, ОФК — с 1993. В регионе — 34 клуба, 1660 футболистов, 40 судей.
Президент КАФА — Ли Хармон, генеральный секретарь — Аллен Паркер.
Национальный стадион «Нэшнл» (Аваруа, 3000 мест).

## Достижения
- Кубок наций ОФК
  - Групповой этап (2): 1998, 2000
  - Групповой этап Тихоокеанских игр: 2007

- Кубок Полинезии
  - Серебряный призёр (2): 1998, 2000